# Natalie Morales
Natalie Morales-Rhodes, född 6 juni 1972 i Taipei, Taiwan, är en amerikansk journalist som arbetar för NBC News. Hon är nyhetsankare på West Today Show och medverkar även i andra program, som Dateline NBC och NBC Nightly News.

## Biografi
Morales har en puertoricansk far, överstelöjtnant Mario Morales Jr, och en brasiliansk mor, Penelope. Hon talar spanska och portugisiska och tillbringade de första arton åren av sitt liv omväxlande i USA och utomlands i Panama, Brasilien och Spanien genom faderns kommenderingar i US Air Force.
Hon har en Bachelor of Arts-examen från Rutgers University med journalistik och latinamerikanska studier som huvudämnen. Hon har varit medlem av Phi Beta Kappa och examinerade Summa Cum Laude.
Efter college arbetade Morales på Chase Bank i New York innan hon började sin journalistkarriär. Hon tjänstgjorde som nyhetsankare och reporter på helger och biträdde i morgonsändningar på WVIT-TV i Hartford, Connecticut, där hon bland annat rapporterade om skjutningarna i Columbine, orkanen Floyd, presidentvalet 2000 och terroristattackerna den 11 september 2001. Hon var också med och arrangerade och rapporterade om den Emmy Awardnominerade dokumentären, Save Our Sound, en samproduktion med WNBC om att bevara Long Island-sundet. 
Morales började sin karriär i utsändning på TV-stationen News 12 - The Bronx, som första nyhetsankare i morgonsändningarna. Hon arbetade även som kameraoperatör, redaktör och producent för det TV-bolaget. År 1999 röstades hon fram, för sin nyhetsbevakning och rapportering, som en av de 50 mest inflytelserika latinamerikanerna av den spanskspråkiga dagstidningen El Diario La Prensa.
Morales var nyhetsankare och korrespondent för MSNBC från 2002 till 2006. Hon utsågs då av tidningen Hispanic Magazine som en av de främsta trendsättarna år 2003. År 2007 fick hon utmärkelsen Groundbreaking Latina in Media av tidningen Catalina och National Association of Latina Leadars.
Hon har sedan haft flera framträdande uppdrag, bland annat på NBC och har spelat sig själv i TV-filmen Sharknado 3: Oh Hell No! (2015) och i uppföljaren, Sharknado: The 4th Awakens (2016).
Efter sommar-OS i augusti 2016 i Rio de Janeiro flyttade Morales till Los Angeles där hon blev nyhetsankare för TODAY West Coast efter Billy Bush och värd för programserierna Access Hollywood och Access  Hollywood Live. Hon kommer också att fortsätta som korrespondent för Dateline.